# Kwele (peuple)
Pour les articles homonymes, voir Kwele.
Les Kwele (ou Bakwele normalement au pluriel) sont un peuple d'Afrique centrale, établi au nord-ouest de la République du Congo, à la frontière avec le Gabon, entre la rivière Dja et l'Ivindo. Quelques-uns vivent également dans le sud du Cameroun. Selon les traditions orales, les Kwele seraient une branche des Maka et des Ndjem du Cameroun. Ils sont culturellement apparentés au groupe des Bakota ou Kota, mais aussi, dans une moindre mesure, aux Duma et aux Nzebi. Les Kwele sont réputés pour leur art des masques.

## Langue
Ils parlent le bekwel (ou bekwil), une langue bantoue, qui leur a donné leur nom. Le nombre de locuteurs de cette langue est d'environ 12 000.

## Histoire
Selon la tradition orale, ils se seraient installés dans cette région au XIXe siècle pour fuir l'expansion des Fangs. Leur progression se serait arrêtée au nord de Makokou au moment de l'arrivée des Français.

## Économie
Les Kwele pratiquaient une agriculture de subsistance et faisaient du commerce, échangeant l'ivoire et la gomme arabique contre du sel et des produits manufacturés. De nos jours la plupart d'entre eux sont de petits fermiers.
Alors que les populations autochtones (pygmées) vivaient principalement de la chasse et de la cueillette, les agriculteurs des régions forestières d'Afrique centrale maîtrisaient la métallurgie de longue date. 

Ainsi les compétences spécifiques du forgeron lui assignaient une place singulière dans la vie économique, mais également sociale et symbolique.
Le forgeron produisait notamment des unités de valeur métalliques, d'abord liées à certains usages particuliers tels que le paiement de la dot, mais qui se transformèrent progressivement en véritable monnaie à usages multiples, une évolution que Jeanne-Françoise Vincent décrit chez les Kwele. Ils utilisaient différents types de monnaies, en forme d'ancre ou de fer de lance, relativement grandes (une cinquantaine de centimètres).
Au Gabon, les appellations mezong, mondjos et mandjong correspondent à différentes étapes de l'utilisation de la monnaie dans le contexte colonial. Les compagnies concessionnaires qui exportent le caoutchouc brut récolté par les populations autochtones le troquent contre des copies de mezong fabriquées en Europe. Ces pièces importées, appelées mondjos, servent d'abord au paiement de la compensation matrimoniale, mais sont bientôt remplacées à leur tour par les mandjongs, légèrement asymétriques, produits par les forgerons Kwele.
Les différentes parties d'un zong, par exemple, portent des noms spécifiques qui plaident pour une interprétation zoomorphique : la « tête », la « poitrine », le « corps » et la « queue ». Quant aux brides dépassant de chaque côté, ce sont les « oreilles ». Mais une explication plus fonctionnelle y voit l'assemblage de plusieurs outils, lames de couteaux et rasoirs de différents formats.

Monnaies en forme de fer de lance.
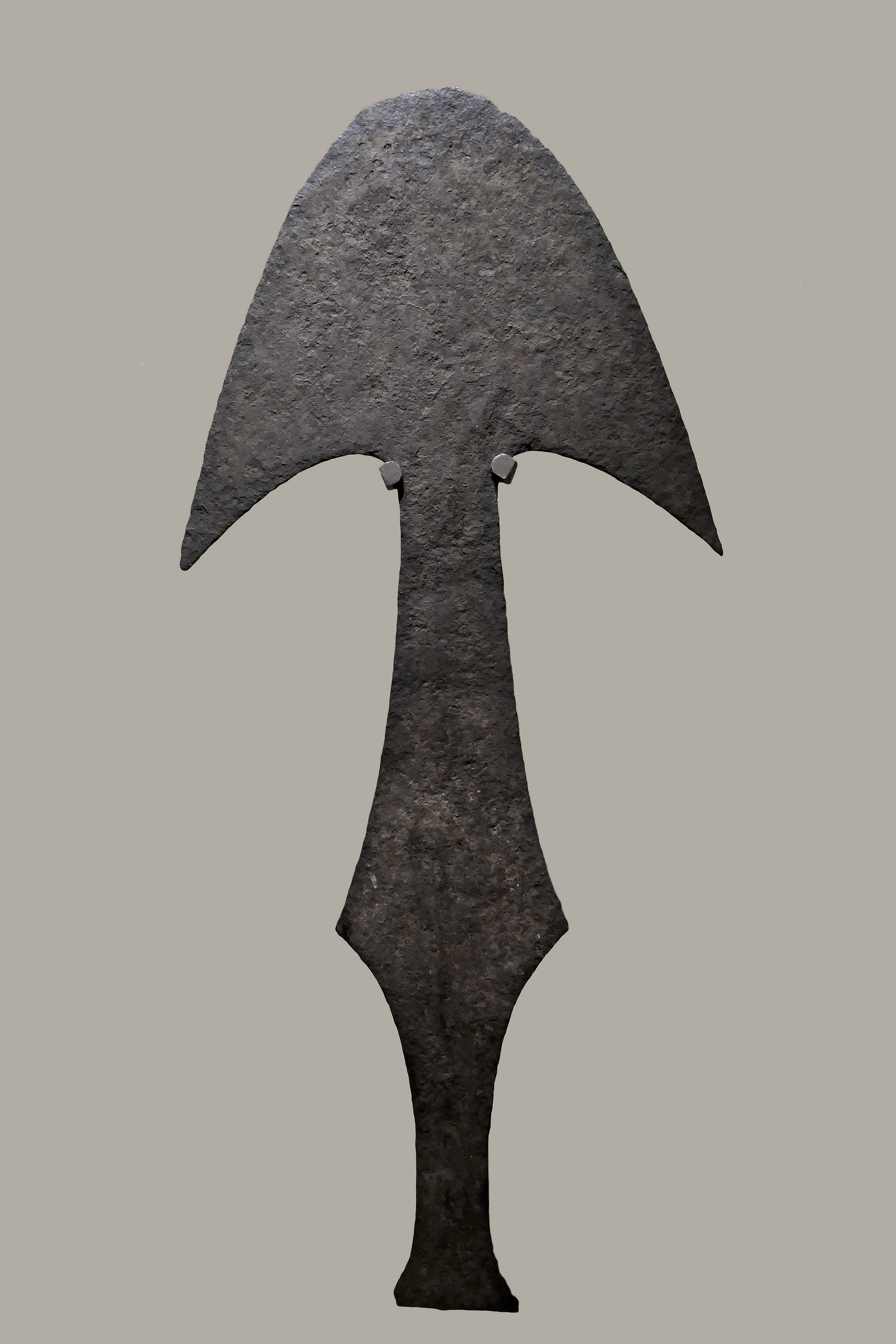
Zong kwele (plur. mezong[7]).
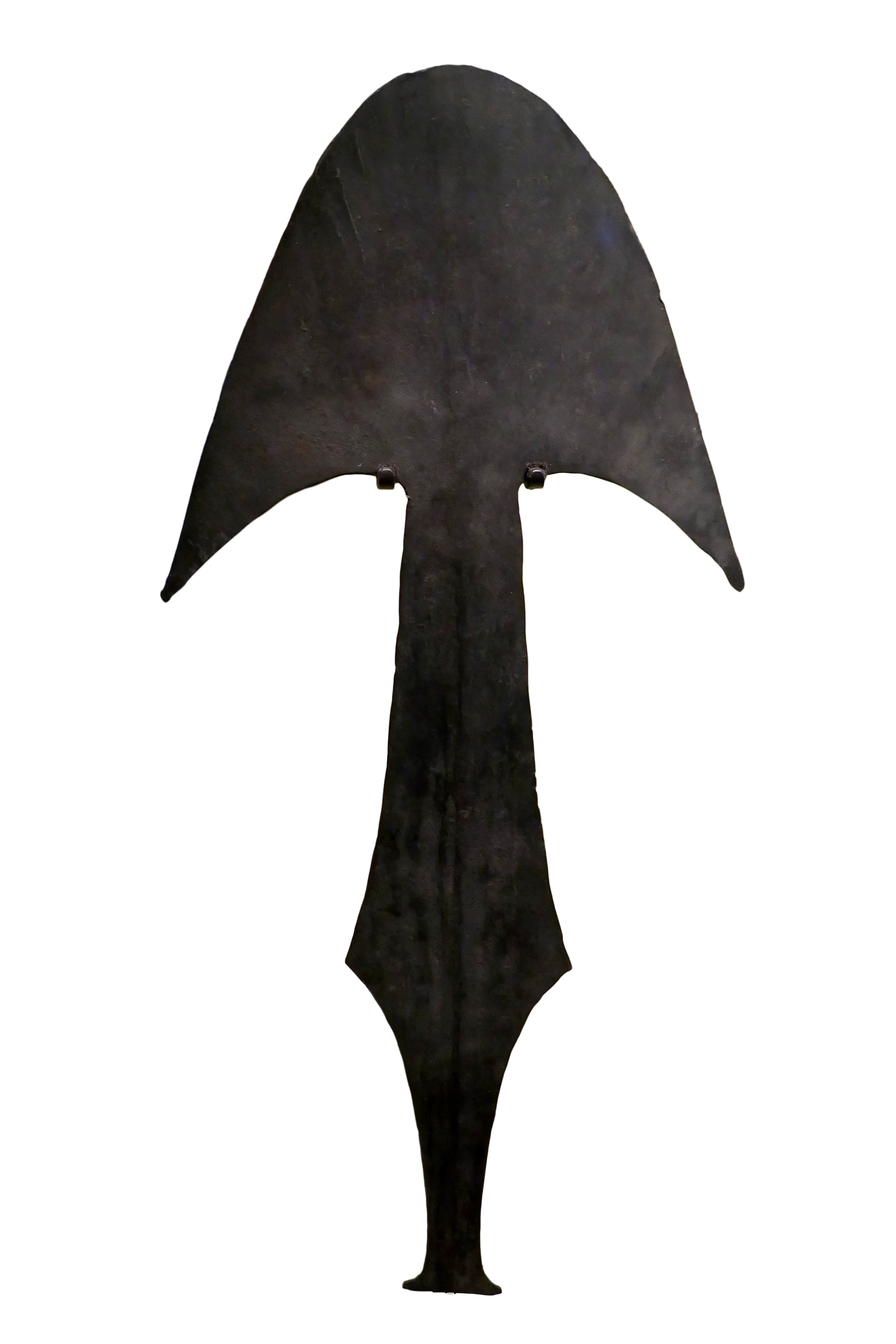
Mondjo, imitation européenne[7].
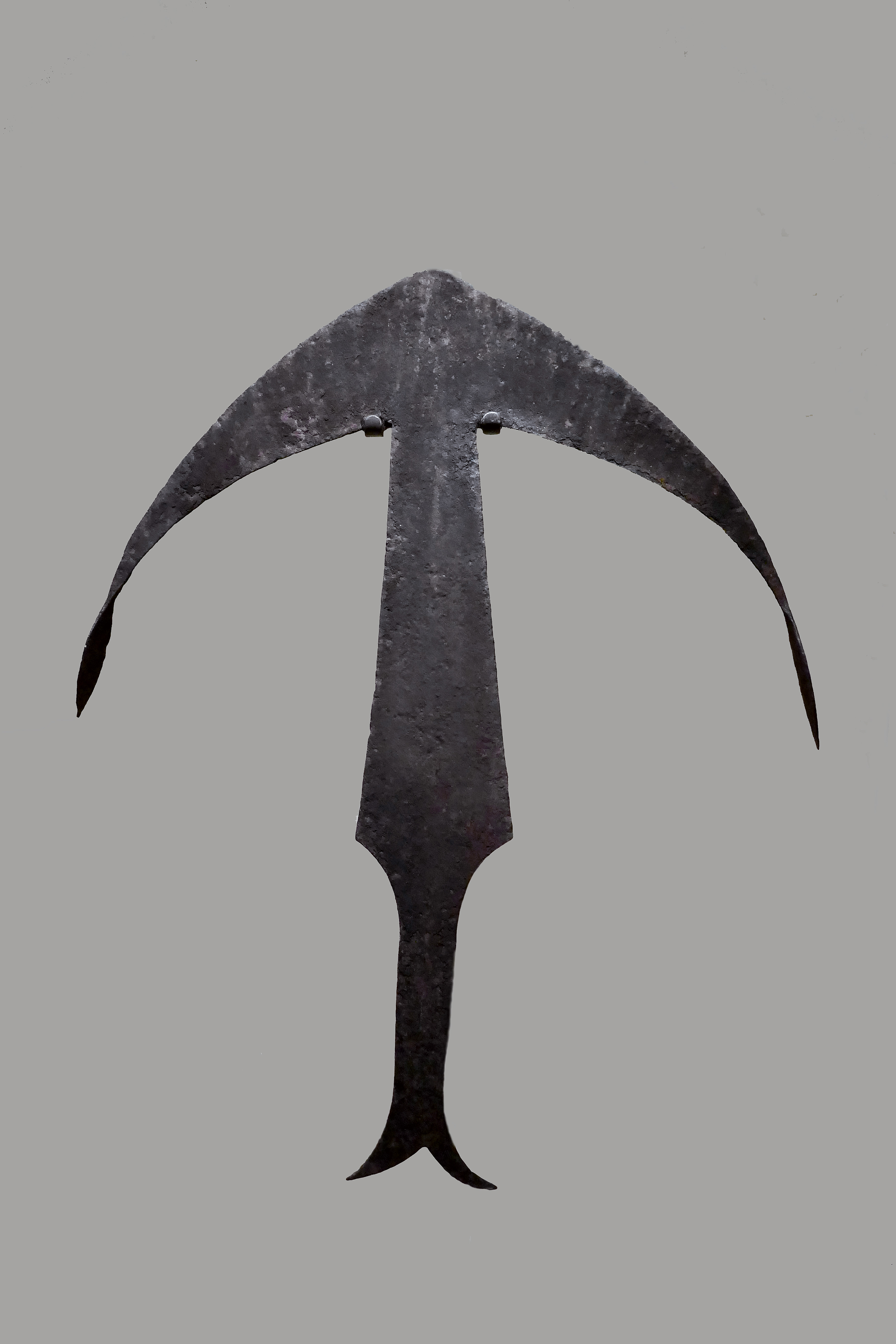
Ndong kwele (pl. mandjong[7]).

## Arts
Les Kwele ne produisent presque pas de statues, principalement des masques, également des plaques sculptées que l'on trouve à l'intérieur des cases et des soufflets de forge au manche sculpté d'une figurine. Leurs masques sont généralement plats, avec un visage blanc en forme de cœur, des yeux incisés et un nez triangulaire. On les appelle ekuk. Peu portés au cours des cérémonies d'initiation du culte des bwété, ils étaient accrochés dans les maisons pour attirer les forces bénéfiques. Les masques anthropomorphes sont désignés sous le nom de pibibuzé, ce qui signifie « homme ». On trouve également des masques zoomorphes (antilope, gorille).

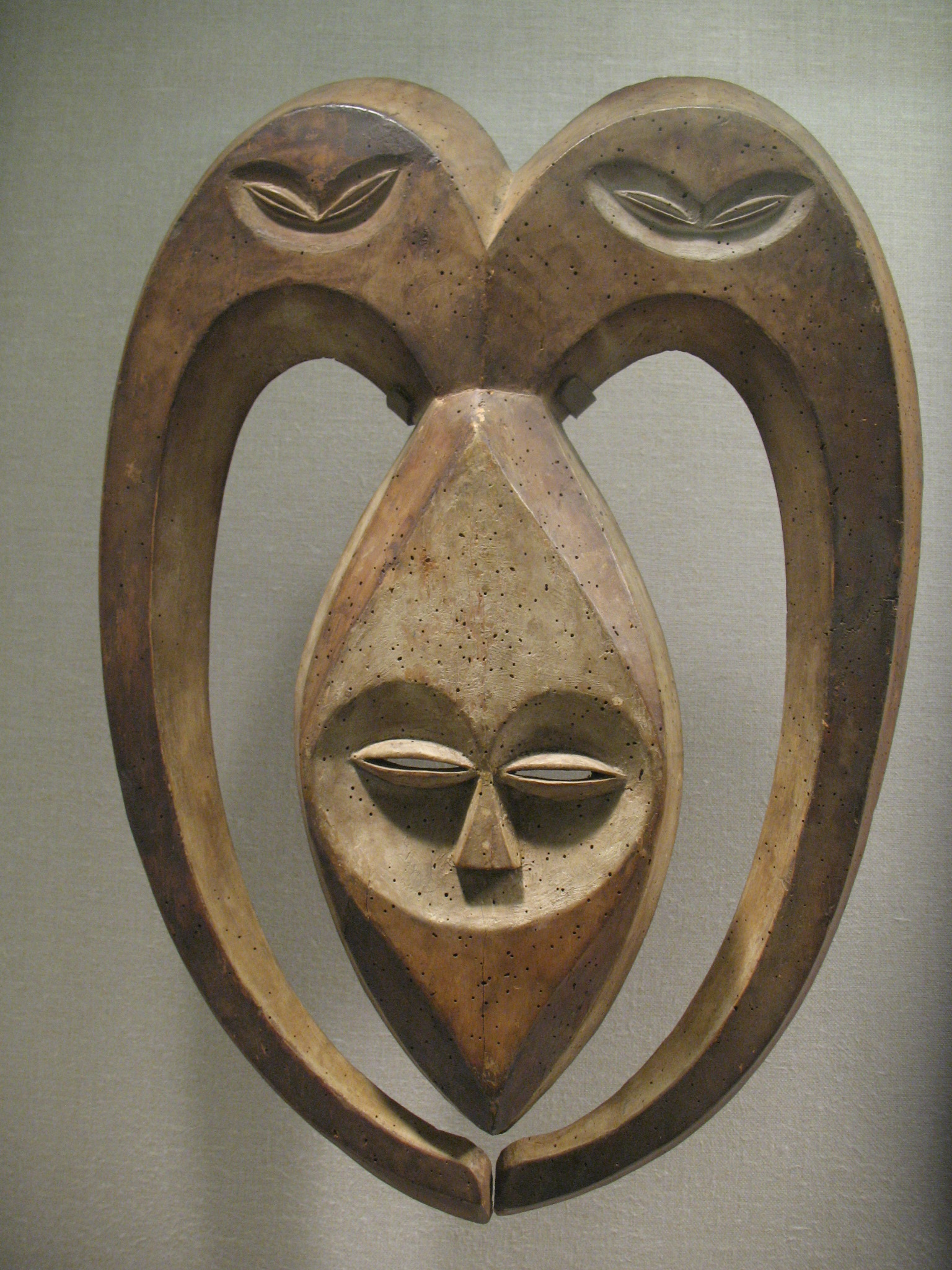
Masque enveloppé de cornes aux yeux. République du Congo
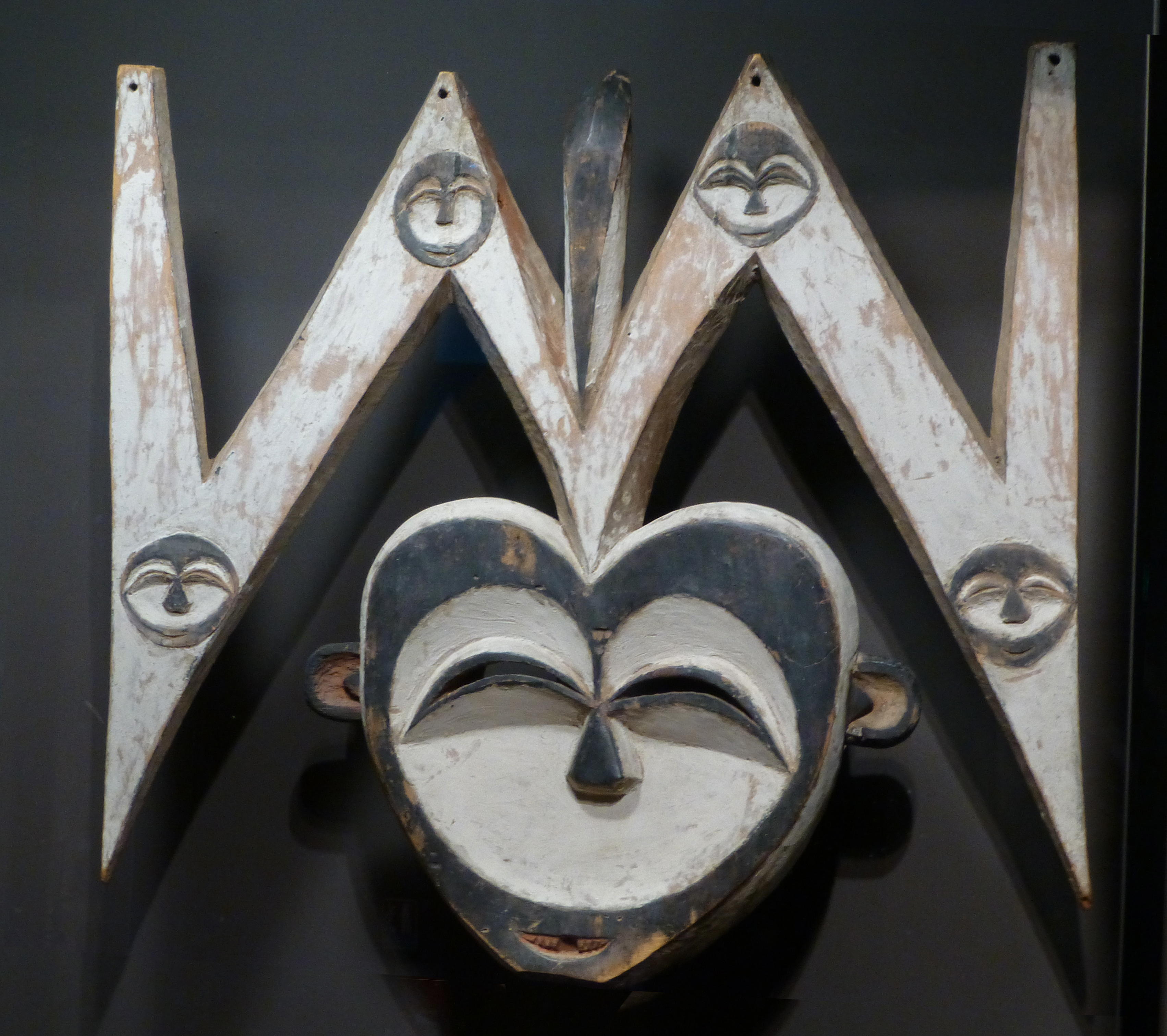
Masque, à cornes aux yeux, en W. (Congo)
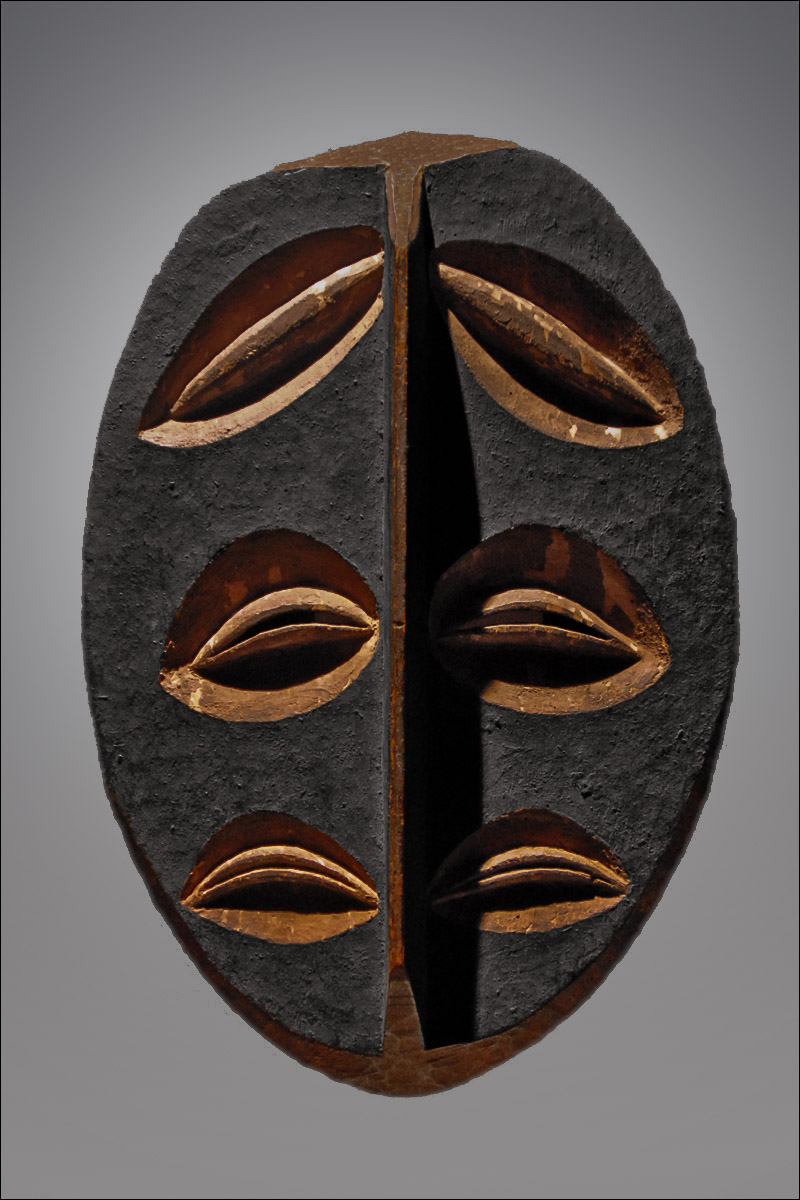
Masque à six yeux[13] ». République gabonaise
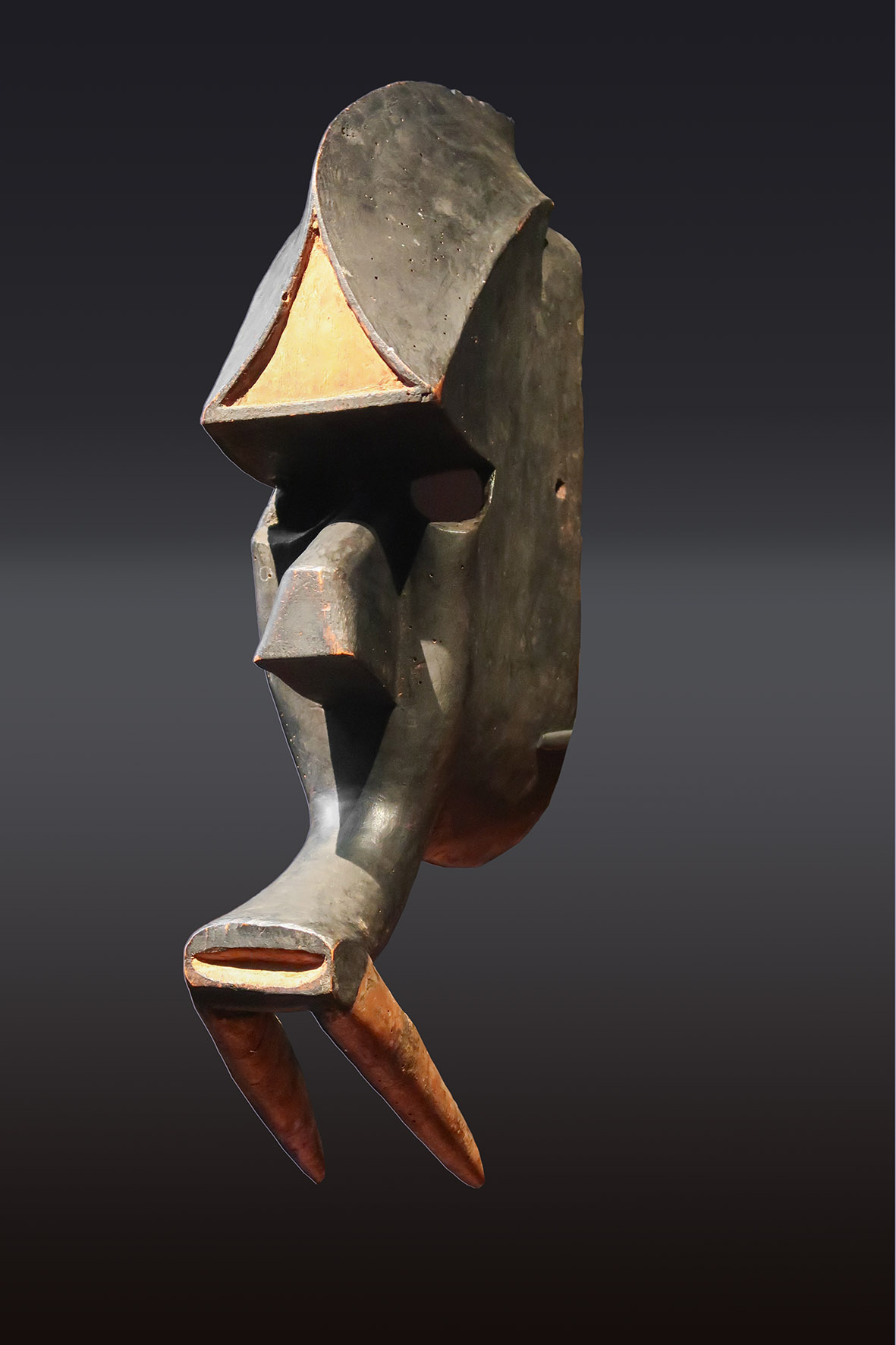
Masque zoomorphe gorille gon. (Gabon ou Congo)
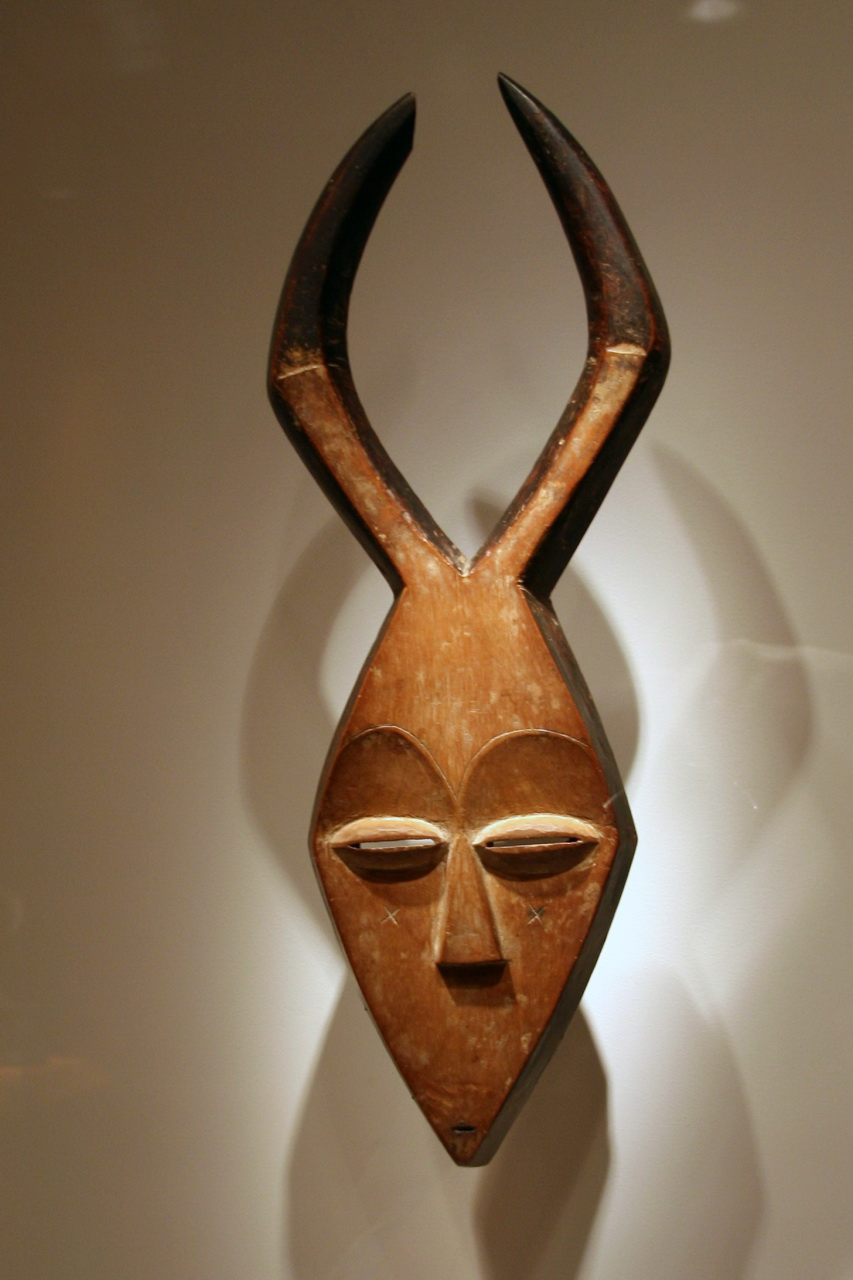
Masque zoomorphe antilope. (Gabon)

## Philatélie
En 1966 la République du Congo a émis un timbre « Masque Bakwélé ».